# Crossidius ater
Crossidius ater är en skalbaggsart som beskrevs av Leconte 1861. Crossidius ater ingår i släktet Crossidius och familjen långhorningar. Inga underarter finns listade i Catalogue of Life.